# Test na krew utajoną w kale
Test na krew utajoną w kale (ang. fecal occult blood test, FOBT) – metoda diagnostyczna pozwalająca na wykrycie obecności krwi, która nie wywołuje zmian makroskopowych w wyglądzie kału. W warunkach prawidłowych wydalanie krwi ze stolcem u osób dorosłych nie przekracza 0,5 – 1,5 ml/d.

## Zastosowanie
Dodatni wynik może być spowodowany przez następujące schorzenia:
- rak jelita grubego – zaleca się przeprowadzenie badania na krew utajoną raz w roku u osób po 40. roku życia
- rak żołądka
- gruczolak
- polipy
- krwawiący wrzód żołądka
- angiodysplazja jelitowa

## Metody

### Metoda gwajakolowa
Np. test Haemooccult®.
Polega na wykryciu w kale peroksydazy hemoglobiny. Jest dodatni u 50% chorych, u których utrata krwi ze stolcem wynosi 20 – 40 ml/d. Odsetek wyników fałszywie ujemnych (np. u pacjentów przyjmujących witaminę C) ocenia się na 50%. Wyniki fałszywie dodatnie mogą być spowodowane spożywaniem pokarmów zawierających peroksydazę – mięso z kurczaka, wieprzowina, mięso z kozy, wołowina, konina, mięso z królika, korzeń chrzanu, czerwona rzodkiewka, świeża rzepa, kalafior, brokuły, pasternak. Przed badaniem trzeba wstrzymać przez okres 3 dni od spożywania powyższych pokarmów.

### Metody immunochromatograficzne
Np. SmarTest® (Occult Blood).
Wykrywają niższy poziom krwi utajonej niż metody gwajakolowe. Mogą dawać pozytywną reakcję już przy poziomie 25 ng/ml hemoglobiny w próbce. Na dokładność wyniku nie wpływają substancje interferujące ani stan pacjenta. Metoda ta jednak nie jest przydatna w wykrywaniu zmian w górnym odcinku przewodu pokarmowego.